# Katholieke Plattelands Jongeren
De Katholieke Plattelands Jongeren (KPJ) is een katholieke organisatie voor jongeren, veelal in kleinere woonplaatsen op het platteland.

## Organisatie en geschiedenis
Veel woonplaatsen, voornamelijk in Brabant, Limburg, Gelderland en Overijssel, hebben een eigen afdeling van de KPJ, die plaatselijk activiteiten organiseert. Sommige afdelingen werken samen, en er is een bepaalde mate van overkoepelende organisatie, zoals de KPJ Brabant
De KPJ is in de jaren twintig van de twintigste eeuw ontstaan uit de Rooms Katholieke Jonge Boerenstand (RKJB) en de Boerinnen Jeugd Bond (BJB). Bij de jeugbonden sloten jonge ongehuwde boeren en boerinnen zich aan. Daar waar een boerenstand werd opgericht, werden bijna automatisch ook jeugdbonden opgericht.
Tegenwoordig zijn er minder gezinsbedrijven in de land- en tuinbouw, en dus ook minder bedrijfsopvolgers. Ook wonen er tegenwoordig meer mensen op het platteland die hun inkomen niet direct uit de landbouw halen. Steeds meer plattelandsjongeren zijn niet meer van ‘boeren kom af’. Dit was ook de reden om begin jaren zestig de naam RKJB en BJB te wijzigen in KPJ.
In Brabant zijn er 100 afdelingen met in totaal zo’n 6000 leden.

## Activiteiten
De KPJ organiseert van oudsher diverse activiteiten, zowel educatief als ter ontspanning. Zo werden er vroeger activiteiten georganiseerd gericht op het kunnen runnen van een boerderij of een tuinderij, zoals het bijhouden van proefvelden, het ‘sleutelen’ aan landbouwwerktuigen en het verwerken van landbouwproducten. Het agrarisch werk werd georganiseerd in een aparte commissie het zogenaamde Agrarisch Jongeren Werk (AJW). Daarnaast worden voor de invulling van de vrije tijd activiteiten opgezet, zoals sport (zoals dorpszeskampen), toneel, cultuur, en andere ontspannende activiteiten zoals trekkerbehendigheidswedstrijden. Tegenwoordig ligt duidelijk de nadruk op deze ontspannende activiteiten. Ook worden er activiteiten georganiseerd die samenhangen met levensbeschouwing en het uitdragen van het geloof. Een voorbeeld zijn themabijeenkomsten waarin jongeren discussiëren over maatschappelijke onderwerpen zoals hard-drugs, seksualiteit en bijvoorbeeld plattelandsontwikkeling. Ook worden er door een aantal afdelingen nog steeds oogstdankvieringen georganiseerd, samen met KVO (Katholieke Vrouwen Organisatie) en NCB.
Doordat de welvaart op het plattelandswelvaart in de afgelopen decennia sterk is toegenomen, zijn er op veel plaatsen talloze andere verenigingen ontstaan voor (individuele) vrijetijdsbesteding. Zij vissen voor hun leden gedeeltelijk uit dezelfde vijver als de KPJ, waardoor het bestaansrecht van de KPJ in sommige kernen onder druk is komen te staan.

## Gelijkaardige organistaties
Een gelijkaardige organisatie bestaat in Vlaanderen onder de naam Katholieke Landelijke Jeugd (KLJ).

## Voetnoten
1. ↑  KPJ Brabant - http://www.kpjbrabant.nl/